# 화탑마을
화탑마을은 나주시 남부지역으로 나주시로부터 13km, 광주광역시로부터 40여km, 영암읍으로부터 15km 떨어진 곳에 위치하며 마을 앞으로 국도 제13호선이 마을 동쪽에서 남북으로 통과하여 교통이 편리한 지역이다. 대마산 및 태매산이 마을의 주산을 이루며, 영암군 신북면, 나주시 왕곡면과 경계하고 있다.
1870년대 광산김씨, 전주이씨, 나주나씨가 마을을 형성하여 1914년 행정구역 통.폐합에 따라 세화면에 속해있던 탑동과 화산은 세화면과 지죽면이 통합한 세지면에 속하게 되었다. 1969년 큰가뭄 이후부터 1979년까지 새마을 운동의 일환인 취락개선사업을 실시하여 화산과 탑동 사이에 주택건립 이후로 화산마을과 탑동이 화산탑동(화탑)마을이라 불리게되었으며, 농가소득 증대를 위한 개간사업을 통해 전답이 증가하였다. 2007년 나주시 특수시책사업의 일환인 ‘친환경 나주배 테마마을’ 조성사업 1차 시범사업마을로 선정되었고, 2010년 녹색농촌체험마을로 선정된 마을이다. 2008년 4월 설립된 화탑영농조합법인은 연매출 평균 13억의 실적을 올리는 성공한 농촌마을로, 창조경제 모범 사례로 소개된바 있다. 화탑영농조합법인은 2014년 6월 30일 전국에서 1111번째 사회적기업으로 지정받아 운영되고 있다. 마을에서는 2012년 단편영화 '허름한의자'에 이어 2013년에도 단편영화 '귀향'을 만들었다. 화탑마을은 다양한 문화가 농촌을 살릴 수 있다는 신념으로 여러 가지 문화행사를 펼치고 있다.
화탑마을은 농림축산식품부에서 마을만들기 우수 사례를 발굴 확산하기 위해 진행되는 행복마을콘테스트의 예선 행사인 제1회 전라남도 행복마을만들기 콘테스트에서 소득체험부문 최우수상을 수상했다.